# 紅楼夢 〜愛の宴〜
『紅楼夢 〜愛の宴〜』（こうろうむ あいのうたげ、原題：紅樓夢）は2010年の中国のテレビドラマ。制作費17億円。全50話。日本ではLaLa TVで2014年10月5日から2014年11月7日まで放送された。

## スタッフ
- 演出：リー・シャオホン（李少紅）
- 原作：曹雪芹『紅楼夢』
- 衣装監督：ティン・イップ（葉錦添）

## キャスト
- 賈宝玉：ヤン・ヤン（楊洋）、ユー・シャオトン（于小彤）（少年時代）
- 林黛玉：ジャン・モンジェ（蒋梦婕）、リン・ミャオコー（林妙可）（少女時代）
- 薛宝釵：バイ・ビン（白冰）、リー・チン（李沁）（少女時代）
- 王熙鳳：ヤオ・ディー（姚笛）
- 史太君：チョウ・ツァイチン（周采芹）
- 王氏：グィ・ヤーレイ（歸亞蕾）
- 賈政：シュー・ホァイシャン（許還山）
- 妙玉：ガオ・ヤン（高洋）
- 邢岫烟：趙夢恬、チャオ・リーイン（趙麗穎）（少女時代）
- 晴雯：ヤン・ミー（楊冪）
- 雪雁：シュエン・ルー（宣璐）
- 鶯児：ファン・アンナ（方安娜）

## 製作
本作の準備は2002年から始まり、企画は2006年3月に正式に承認された。北京電視台は2006年8月21日からオーディションを開始し、2007年6月9日に終了した。2007年10月30日から本格的に製作を開始し、演出はフー・メイ（胡玫）からリー・シャオホンに交代した。 

### 撮影
2008年5月25日から北京電影制片廠で正式にクランクインし、7月31日に落成した懐柔区の国家中影数字制作基地（国家映画デジタル制作基地）に移った。その他、浙江省烏鎮、江蘇省揚州、蘇州、上海大観園等で撮影し、2009年9月9日にクランクアップした。
映画『ジャッキー・チェン カンフー・キッド』に薛宝釵役のバイ・ビンと王熙鳳役の女優ヤオ・ディーが友情出演しており、国家中影数字制作基地内で本作の衣装のまま撮影終わりに食堂に行くシーンがある。

## 関連商品

### DVD
| 章数                | 話数   | サブタイトル       | 収録DVD                   |
| ------------------- | ------ | ------------------ | ------------------------- |
| 第一章 めぐり逢い   | 第1話  | 物語の始まり       | DVD-BOX1 2014年7月2日発売 |
| 第一章 めぐり逢い   | 第2話  | 木石の緑、金玉の緑 | DVD-BOX1 2014年7月2日発売 |
| 第一章 めぐり逢い   | 第3話  | 金陵十二釵の運命   | DVD-BOX1 2014年7月2日発売 |
| 第一章 めぐり逢い   | 第4話  | 秦鐘との出会い     | DVD-BOX1 2014年7月2日発売 |
| 第一章 めぐり逢い   | 第5話  | 家塾での騒動       | DVD-BOX1 2014年7月2日発売 |
| 第一章 めぐり逢い   | 第6話  | 秦氏の死           | DVD-BOX1 2014年7月2日発売 |
| 第一章 めぐり逢い   | 第7話  | 悲しみと喜び       | DVD-BOX1 2014年7月2日発売 |
| 第一章 めぐり逢い   | 第8話  | 賈元春の省親       | DVD-BOX1 2014年7月2日発売 |
| 第一章 めぐり逢い   | 第9話  | 襲人との約束       | DVD-BOX1 2014年7月2日発売 |
| 第一章 めぐり逢い   | 第10話 | 不吉な灯謎         | DVD-BOX1 2014年7月2日発売 |
| 第二章 可憐な恋心   | 第11話 | 大観園への引っ越し | DVD-BOX1 2014年7月2日発売 |
| 第二章 可憐な恋心   | 第12話 | 趙氏の呪い人形     | DVD-BOX1 2014年7月2日発売 |
| 第二章 可憐な恋心   | 第13話 | すれ違う2人        | DVD-BOX1 2014年7月2日発売 |
| 第二章 可憐な恋心   | 第14話 | 襲人の災難         | DVD-BOX1 2014年7月2日発売 |
| 第二章 可憐な恋心   | 第15話 | 賈政の折檻         | DVD-BOX1 2014年7月2日発売 |
| 第二章 可憐な恋心   | 第16話 | 通じ合った心       | DVD-BOX1 2014年7月2日発売 |
| 第三章 賈家の繁栄   | 第17話 | 詩社の結成         | DVD-BOX2 2014年8月6日発売 |
| 第三章 賈家の繁栄   | 第18話 | 風雅な詩会         | DVD-BOX2 2014年8月6日発売 |
| 第三章 賈家の繁栄   | 第19話 | 劉婆の再訪         | DVD-BOX2 2014年8月6日発売 |
| 第三章 賈家の繁栄   | 第20話 | 妙玉のもてなし     | DVD-BOX2 2014年8月6日発売 |
| 第三章 賈家の繁栄   | 第21話 | 夫婦の修羅場       | DVD-BOX2 2014年8月6日発売 |
| 第三章 賈家の繁栄   | 第22話 | 鴛鴦の縁談         | DVD-BOX2 2014年8月6日発売 |
| 第三章 賈家の繁栄   | 第23話 | 親戚の参集         | DVD-BOX2 2014年8月6日発売 |
| 第三章 賈家の繁栄   | 第24話 | 襲人の不在         | DVD-BOX2 2014年8月6日発売 |
| 第三章 賈家の繁栄   | 第25話 | 晴雯の献身         | DVD-BOX2 2014年8月6日発売 |
| 第三章 賈家の繁栄   | 第26話 | 乱れる心           | DVD-BOX2 2014年8月6日発売 |
| 第四章 嫉妬と謀略   | 第27話 | 母娘の衝突         | DVD-BOX2 2014年8月6日発売 |
| 第四章 嫉妬と謀略   | 第28話 | 誕生日の宴         | DVD-BOX2 2014年8月6日発売 |
| 第四章 嫉妬と謀略   | 第29話 | 美貌の尤姉妹       | DVD-BOX2 2014年8月6日発売 |
| 第四章 嫉妬と謀略   | 第30話 | 尤三姐の悲恋       | DVD-BOX2 2014年8月6日発売 |
| 第四章 嫉妬と謀略   | 第31話 | 王熙鳳の復讐       | DVD-BOX2 2014年8月6日発売 |
| 第四章 嫉妬と謀略   | 第32話 | 尤二姐の最期       | DVD-BOX2 2014年8月6日発売 |
| 第五章 悲劇の予兆   | 第33話 | 紀律の乱れ         | DVD-BOX3 2014年9月3日発売 |
| 第五章 悲劇の予兆   | 第34話 | 禁断の逢引         | DVD-BOX3 2014年9月3日発売 |
| 第五章 悲劇の予兆   | 第35話 | 月見の詩           | DVD-BOX3 2014年9月3日発売 |
| 第五章 悲劇の予兆   | 第36話 | 晴雯との別れ       | DVD-BOX3 2014年9月3日発売 |
| 第五章 悲劇の予兆   | 第37話 | 横暴な夏金桂       | DVD-BOX3 2014年9月3日発売 |
| 第五章 悲劇の予兆   | 第38話 | 不思議な夢         | DVD-BOX3 2014年9月3日発売 |
| 第六章 欺かれた結婚 | 第39話 | 賈宝玉の縁談       | DVD-BOX3 2014年9月3日発売 |
| 第六章 欺かれた結婚 | 第40話 | 生きる希望         | DVD-BOX3 2014年9月3日発売 |
| 第六章 欺かれた結婚 | 第41話 | 通霊宝玉の消失     | DVD-BOX3 2014年9月3日発売 |
| 第六章 欺かれた結婚 | 第42話 | 不幸の連鎖         | DVD-BOX3 2014年9月3日発売 |
| 第六章 欺かれた結婚 | 第43話 | すり替えの計       | DVD-BOX3 2014年9月3日発売 |
| 第六章 欺かれた結婚 | 第44話 | 引き裂かれた2人    | DVD-BOX3 2014年9月3日発売 |
| 第七章 消えゆく栄華 | 第45話 | 没落の始まり       | DVD-BOX3 2014年9月3日発売 |
| 第七章 消えゆく栄華 | 第46話 | 失われた富と栄光   | DVD-BOX3 2014年9月3日発売 |
| 第七章 消えゆく栄華 | 第47話 | 眠れぬ夜           | DVD-BOX3 2014年9月3日発売 |
| 第七章 消えゆく栄華 | 第48話 | 史太君の葬儀       | DVD-BOX3 2014年9月3日発売 |
| 第七章 消えゆく栄華 | 第49話 | 王煕鳳の死         | DVD-BOX3 2014年9月3日発売 |
| 第七章 消えゆく栄華 | 最終話 | 賈宝玉の失踪       | DVD-BOX3 2014年9月3日発売 |